# Esclanèdes
Esclanèdes là một xã ở tỉnh Lozère trong vùng Occitanie, phía nam nước Pháp. Khu vực này có độ cao trung bình 627 mét trên mực nước biển.
Phần chính của xã này nằm ở thung lũng Lot, phần còn lại nằm ở Causse của Sauveterre. Toà thị chính nằm ở Le Bruel, bên bờ bắc sông. 